# Annie Hummel
Annie Hummel, seit ihrer Vermählung auch Annie Gura-Hummel, (* 5. Oktober 1884 in Straßburg, Elsaß-Lothringen, Deutsches Reich; † 7. Januar 1964 in Hannover) war eine deutsche Theaterschauspielerin und Opernsängerin (Stimmlage Sopran).

## Leben und Wirken
Die Tochter des Komponisten und Dirigenten Ferdinand Hummel stieß über ihren Vater zur Musik. Nach ihrer stimmlichen Ausbildung trat Annie Hummel 1906 ihr erstes Engagement am Stadttheater von Elberfeld an. Nach nur einer Spielzeit folgte sie einem Ruf an das Schweriner Hoftheater, wo sie zwei Jahre lang blieb. 1909 ging die Sopranistin an das Hamburger Stadttheater und gab dort mit der Micaela in Carmen ihren Einstand. Im August desselben Jahres heiratete sie den Bariton, Opernregisseur und Leiter der soeben gegründeten Gura-Oper, Hermann Gura und folgte ihm zunächst auf dessen Gastspielreisen, die sie unter anderem an die Münchner Hofoper (1912), ans Hoftheater Karlsruhe (1912) und immer mal wieder an die von Gura geleitete Komische Oper Berlin führten.
Von 1913 bis 1916 wirkte Annie Hummel-Gura am Hoftheater von Dessau, wo sie bereits 1910 gastspielweise mit dem Ring des Nibelungen reüssiert hatte, anschließend, von 1916 bis 1920, am Leipziger Opernhaus, wo sie kurz zuvor mit ihrer Isolde (in Tristan und Isolde) und in Fidelio für Aufmerksamkeit gesorgt hatte, sowie von 1920 bis 1922 am Stadttheater von Freiburg im Breisgau. Auch an den Gesangstourneen ihres Gatten nach England nahm Annie Hummel-Gura teil, so konnte man sie dort beispielsweise in der englischen Erstaufführung von Engelbert Humperdincks Königskinder als Gänsemagd hören und sehen sowie mit derselben Partie 1912 in Amsterdam. 1913 sang Hummel an der Oper des Covent Garden die Annina in der englischen Premiere von Der Rosenkavalier unter der Regie ihres Gatten. 1917 sang sie am Opernhaus von Leipzig in der Uraufführung der Hugo-Kaun-Oper Sappho die Titelpartie.
Von ihren weiteren Gastspielen sind Auftritte als Gräfin in Figaros Hochzeit, als Elsa in Lohengrin, als Brünhilde im Ring des Nibelungen, als Martha in Tiefland und als Marguerite in Charles Gounods Faust-Oper von Bedeutung. Zwischen 1920 und 1927 trat Annie Gura-Hummel während der Leitung Hermann Guras an der Finnischen Staatsoper in Helsinki auf. Zu ihren bekanntesten dort gesungenen Partien zählte die Isolde in Tristan und Isolde. Anschließend band sie sich wie ihr Mann nicht mehr fest an ein Haus. Annie Hummel-Gura hat sich auch einen Namen als Konzert- und Liedersängerin (unter anderem von Kompositionen von Johannes Brahms und Hugo Wolf) gemacht. Nach Beendigung ihrer Karriere lebte sie zeitweise in Bad Wiessee, zog aber nach dem Zweiten Weltkrieg in die Nähe von Hannover-Langenhagen, wo ihre Tochter Anita Gura viele Jahre lang am Staatstheater engagiert war.